# Biscuit soda
Un biscuit soda ou craquelin est un petit biscuit salé fin, généralement de forme carrée, confectionné à partir de farine blanche, de levure et de bicarbonate de soude. La plupart sont légèrement saupoudrés de gros sel. Ils présentent des perforations à leur surface et leur texture est sèche et craquante.
En Amérique du Nord, les marques de biscuits soda les plus connues sont les Premium Plus de Christie (au Canada), les Premium de Nabisco, les Krispy de Sunshine Biscuits et les Zesta de Keebler (aux États-Unis). On retrouve également les Hatuey de Molinos Modernos en République dominicaine et les Saltín de Noel en Colombie. Ces biscuits se déclinent aussi en version non salée et aux céréales complètes.

## Histoire
Les biscuits soda sont mentionnés dans l'ouvrage The Young Housekeeper de William Alcott daté de 1838.
C’est en 1876 que la F. L. Sommer & Company de Saint Joseph, dans le Missouri, commence à utiliser du bicarbonate de soude pour faire lever ses biscuits salés très minces. D'abord appelés « Premium Soda Crackers » puis « Saltines » en raison du sel employé pour leur cuisson, ces nouveaux biscuits gagnent rapidement en popularité, faisant quadrupler le chiffre d'affaires de Sommer en quatre ans. L'entreprise fusionne avec d'autres pour donner naissance, en 1890, à l'American Biscuit Company. Après quelques fusions supplémentaires, elle rejoint Nabisco en 1898,.
Au début du XXe siècle, plusieurs entreprises des États-Unis commencent à vendre leurs biscuits soda à Porto Rico sous le nom d'« Export Soda ». Rovira Biscuit Corp., originaire de l’île, débute la vente de ses propres biscuits sous la même appellation. Le terme d'Export Soda devient alors le terme le plus couramment utilisé pour désigner les biscuits soda à Porto Rico. En 1975, Keebler Co. se voit refuser la marque déposée du terme, celui-ci étant jugé « purement descriptif ».
Aux États-Unis, Nabisco perd sa protection de marque lorsque le terme « saltine » commence à être employé de façon générique pour désigner des biscuits similaires. Le terme de « saltine » est introduit dans le Dictionnaire Webster en 1907. Il y est défini comme « un biscuit salé fin et craquant habituellement saupoudré de sel ». En Australie, Arnott's Biscuits Holdings continue de détenir la marque déposée « Saltine ».
Ces biscuits furent fabriqués au Royaume-Uni par Huntley and Palmers, ainsi qu'en Australie et en Nouvelle-Zélande sous la marque Arnott's Salada.

## Utilisations
Les biscuits soda sont couramment consommés en tant que collation légère, souvent accompagnés de fromage, de beurre, de beurre de cacahuètes ou d'autres types de tartinade. Ils peuvent également accompagner, être trempés ou être émiettés dans des soupes, des ragoûts et des salades. Ils sont le plus souvent vendus dans des boîtes contenant deux à quatre rangées de biscuits, chacune emballée de papier paraffiné ou de plastique. Dans les restaurants, ils sont servis par petits paquets de deux et accompagnent généralement soupes et salades. Réduits en une poudre semblable à de la farine semi-grossière que l'on appelle cracker meal, les biscuits soda peuvent être utilisés pour saupoudrer de nombreux plats, paner de la volaille, des viandes rouges et des poissons avant cuisson ou friture, ou bien pour épaissir pains de viande, soupes, ragoûts et sauces,.
Les biscuits soda sont utilisés comme remède maison pour apaiser la nausée et les maux d’estomac. On les retrouve souvent dans les rations militaires de l’armée des États-Unis (appelées MRE, acronyme de Meal, Ready-to-Eat),.